# Sokolac (gmina Ljubovija)
Sokolac (cyr. Соколац) – wieś w Serbii, w okręgu maczwańskim, w gminie Ljubovija. W 2011 roku liczyła 72 mieszkańców.